# 洲本バイパス
洲本バイパス（すもとバイパス）は、兵庫県洲本市炬口（たけのくち）から洲本市洲本IC入口交差点の区間を結ぶ一般国道28号のバイパスである。

## 背景

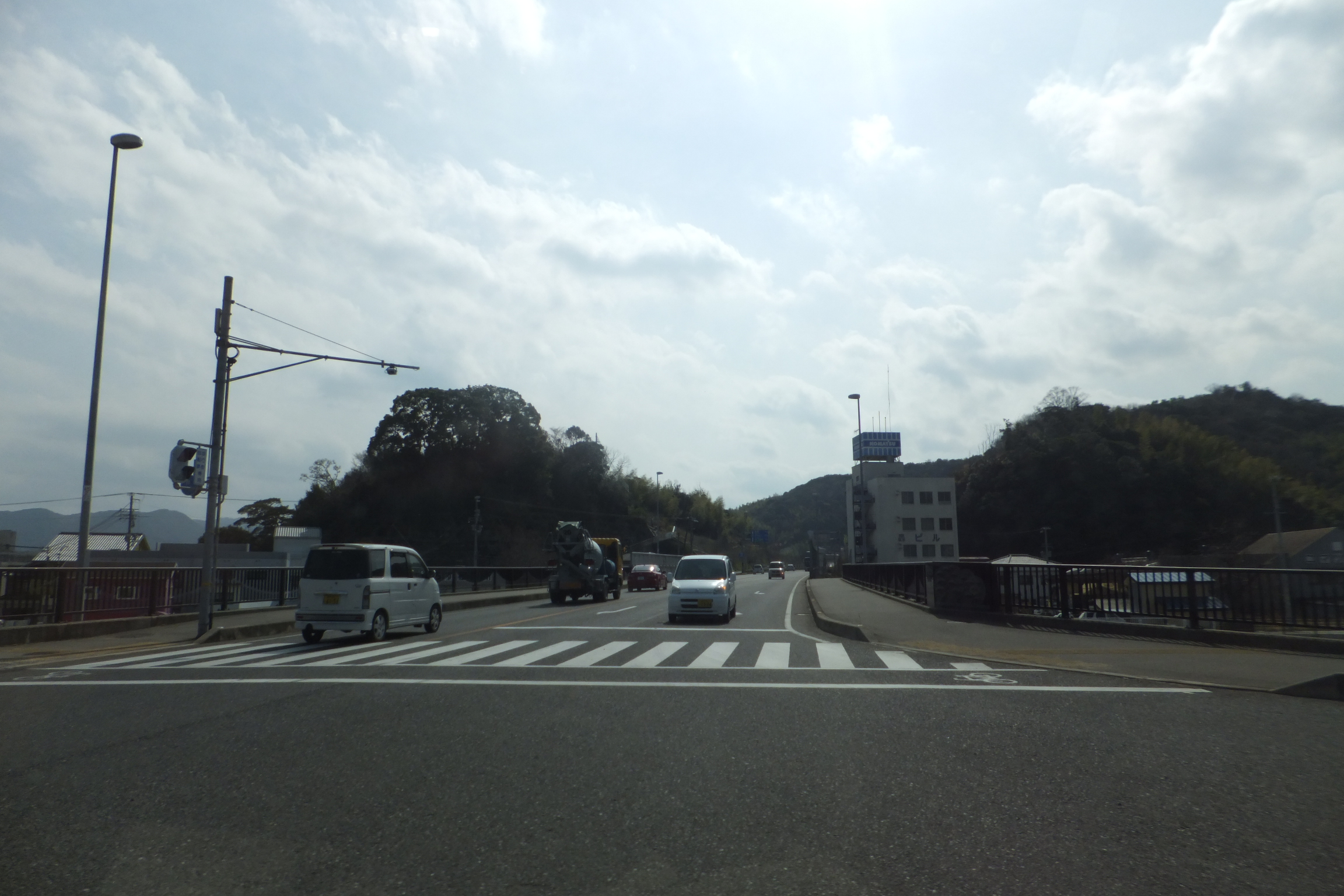
起点付近
洲本市宇山3丁目で撮影

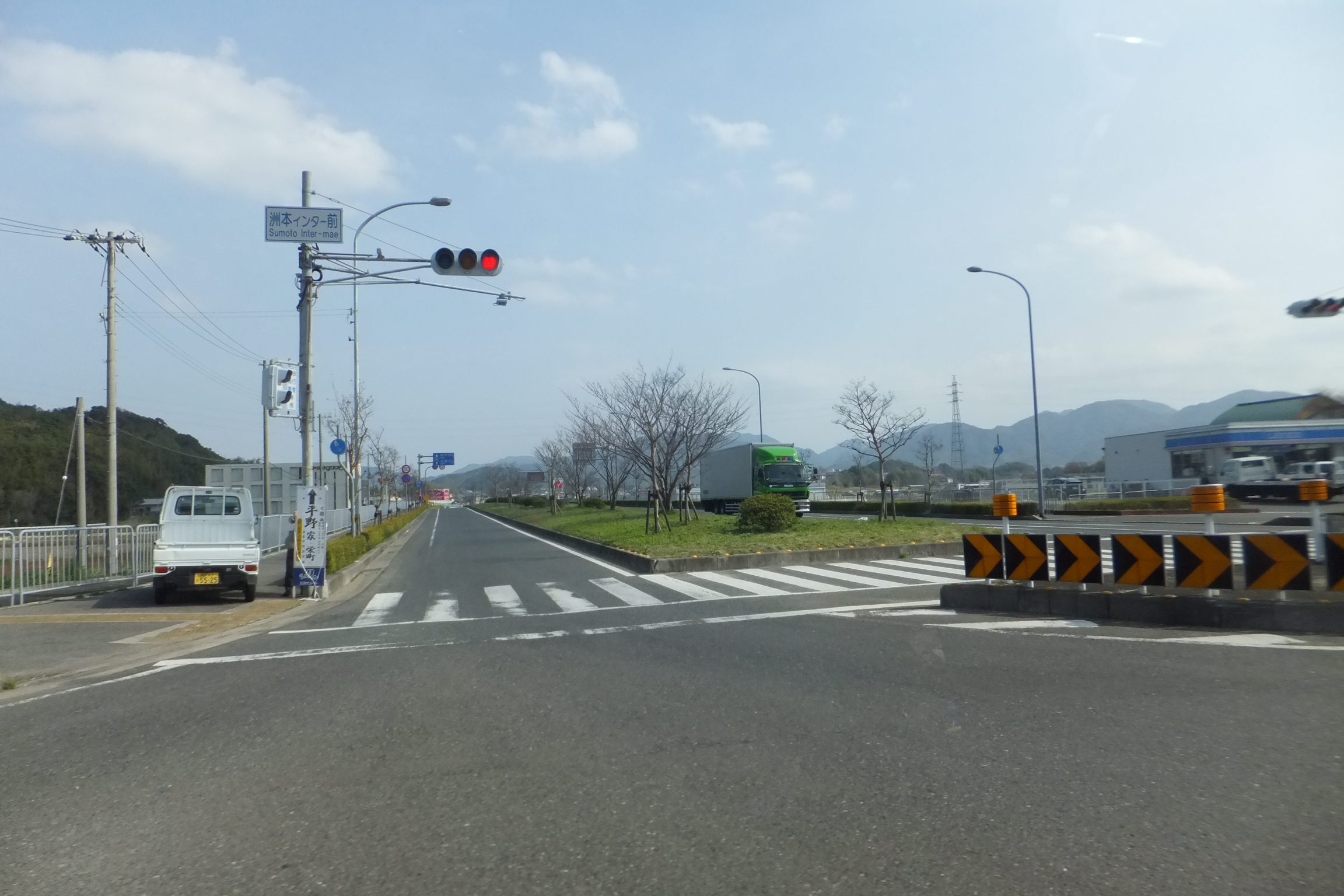
終点付近
兵庫県洲本市納で撮影

この区間の旧道は交通量の増加と車両の大型化が進み交通混雑がひどくなったこと、また洲本川沿いにあり旧道の拡幅が困難であることから建設された。

## 規格
- 延長 6.0 km
  - 第I期整備区間（洲本市納・洲本IC入口交差点 - 洲本市宇山三丁目・淡路交通宇山車庫付近）4.0 km
    - うち、洲本IC入口交差点 - 洲本市宇山三丁目青雲橋北詰交差点3.6 kmは供用中

  - 第II期整備区間（洲本市宇山三丁目淡路交通宇山車庫付近 - 洲本市炬口）2.0 km
- 幅員：16 m
- 構造規格：第3種第2級
- 設計速度：60 km/h
- 制限速度：50 km/h

## 歴史
- 1998年（平成10年）5月15日：洲本市大野 - 洲本インターチェンジ入口交差点間延長0.7 kmが供用開始
- 2000年（平成12年）4月28日：青雲橋北詰交差点 - 洲本市大野間延長2.9 kmが供用開始

これに伴い、青雲橋北詰交差点 - 洲本IC入口交差点の旧道の区間は兵庫県道46号洲本五色線（青雲橋北詰交差点 - 下加茂交差点）、兵庫県道125号洲本西淡線（現・兵庫県道125号洲本松帆線、下加茂交差点 - 上内膳交差点、下加茂交差点 - 桑間交差点は兵庫県道474号下内膳物部線との重複区間）、兵庫県道472号鳥飼浦洲本線（上内膳交差点 - 洲本インターチェンジ入口交差点）に転換された。
現状は一部区間の供用となっているため、旧道と合流する青雲橋北詰交差点で渋滞が発生している。
- 2024年（令和6年）4月18日：炬口トンネル（仮称）が貫通、トンネル名称が「潮トンネル」に決定[1]。

残る宇山 - 炬口間延長2.4 kmは2025年（令和7年）春の開通予定としていたが、潮トンネルの工事騒音・振動の配慮等のため掘削が約2年遅延し、開通時期を精査中である。